# Acanthobonellia pirotanensis
Acanthobonellia pirotanensis är en djurart som tillhör fylumet skedmaskar, och som beskrevs av José, K.V. 1964. Acanthobonellia pirotanensis ingår i släktet Acanthobonellia och familjen Bonelliidae.
Artens utbredningsområde är Indiska oceanen. Inga underarter finns listade i Catalogue of Life.